# خط السير

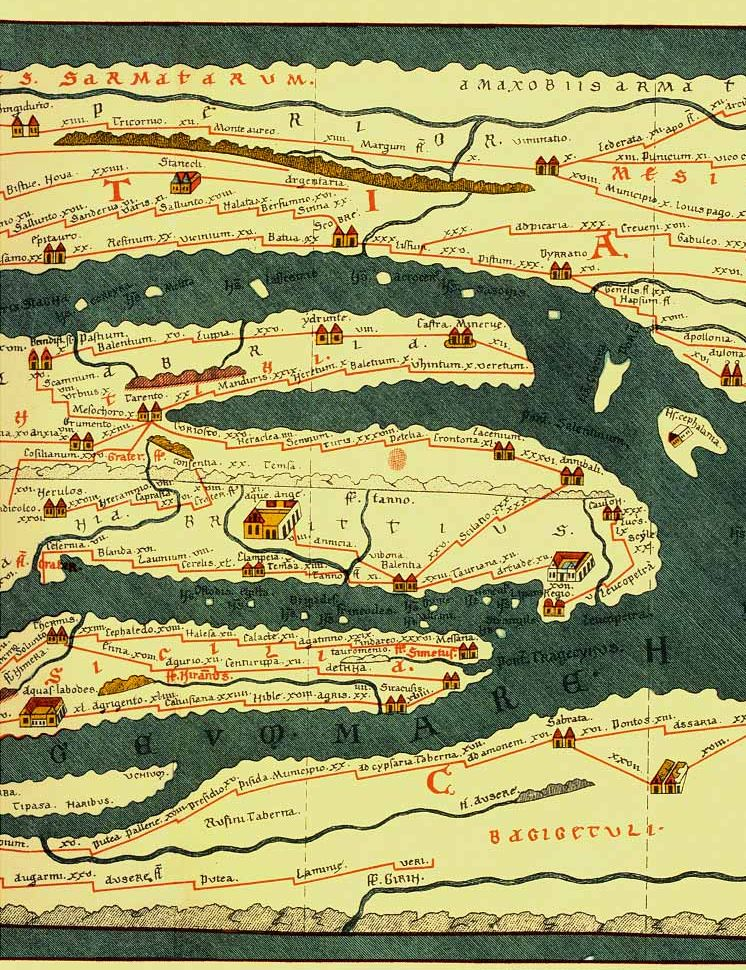
اللوحة البويتينغرية (جنوب إيطاليا تظهر في المنتصف).

خط السير (باللاتينية: Itinerarium) كانت من أنواع خرائط الطرق الرومانية القديمة، على شكل قائمة بالمدن والقرى (vici) ومحطات أخرى، مع بيان المسافات فيما بينها. أحد الأمثلة الباقية هو خريطة بوتينجر؛ مثال آخر هو خط سير الرحلة الأنطونية.
لم يستخدم الرومان والرحالة القدامى الخرائط بشكل عام. ربما وُجِدَت كمجموعات خاصة في بعض المكتبات، لكن كان من الصعب نسخها ولم تكن للاستخدام العام. ومع ذلك في نظام الطرق الرومانية احتاج المسافر لفكرة عن المكان الذي يقصده وسبيل الوصول والزمن المستغرق. خط السير كان لهذه الغاية. في الأصل كان مجرد قائمة بالمدن على طول الطريق: «في أبسط أشكاله، حولت خطوط السير المعلومات المعروفة عن المعالم، والتي كانت جزءًا لا يتجزأ من الطرق الرومانية الرئيسية، إلى نص مكتوب.»
أنتجت الحكومة الرومانية خط سير شامل لجميع الطرق الرومانية من وقت لآخر. يوليوس قيصر ومارك أنتوني كانا وراء أول جهد معروف من هذا القبيل عام 44 ق. م. عُيِنَ ثلاثة جغرافيين يونانيين هم زينودوكسوس Zenodoxus وثيودوتوس Theodotus وبوليكليتوس Polyclitus للمسح الجغرافي وتجميع خط السير الرئيسي. استغرقت المهمة أكثر من 25 عامًا، وكانت النتيجة خط السير المحفور على حجر بالقرب من البانثيون، حيث يمكن للمسافرين وبائعي خط السير نسخه.
كشف التنقيب عن الآثار عن وجود خط السير في أماكن غير متوقعة. كؤوس فيكارلو [الإنجليزية] وهي أربعة أكواب فضية يعود تاريخها إلى القرن الأول الميلادي والتي عثر عليها عمال كانوا يحفرون أساس بناية في براتشيانو على بعد 30 كيلومتر (19 ميل) شمال غرب روما عام 1852، وجدت منقوش عليها أسماء ومسافات 104 محطة على الطريق بين جاديس (قادس الحديثة) وروما، تغطي ما مجموعه 1840 ميلًا رومانيًا (2,723.2 كيلومتر (1,692.1 ميل)). يُعتقد أنه كان من النذور التي يقدمها التجار المسافرون من جاديس لروما، وتعد هذه النقوش مصدرًا هاما للمعلومات حول شبكة الطرق آنذاك، ويشير العلماء لهذه القطعة الأثرية باسم «خطر السير الجاديسي» (باللاتينية: Itinerarium Gaditanum).
تغير معنى المصطلح على مر القرون. مثلا خط سير بوردو (خط سير أحد الحجاج من مدينة بوردو، عام 333 ميلادية)، يعد وصفًا للطريق إلى الأرض المقدسة. وخط سير الإسكندر هو قائمة بفتوحات الإسكندر الأكبر. اليوم يعني المصطلح إما يوميات الرحلة أو قائمة بمحطات التوقف خلال الرحلة.
يشير المصطلح أيضًا إلى كتب دليل المسافر في العصور الوسطى التي كتبها الرحالة، حيث كان معظمها عبارة عن سرد للأحداث أثناء رحلاتهم للحج إلى الأراضي المقدسة.